# Ървин Ялом
Ървин Дейвид Ялом (на английски: Irvin David Yalom, р. 13 юни 1931 г., Вашингтон), е американски психиатър, теоретик и практик, преподавател и автор на романи.

## Биография
Родителите му имигрират от Русия в САЩ през 1920-те години. Заселват се във Вашингтон, където отварят бакалски магазин и живеят над него.
Ървин посещава местното училище, после Университета „Джордж Вашингтон“ и се дипломира като медик в Бостънския университет.
Академичната му кариера протича в Станфордския университет, където е щатен професор след 1968 г. Заниманията му са посветени на екзистенциалната психология и груповата психотерапия.
Успоредно с научните си трудове от началото на 1990-те години издава и поредица романи, посветени на видни личности, чиито характери са от особен интерес. Романът „Когато Ницше плака“ е преработен и филмиран през 2007 г.